# IC 3378
IC 3378 ist eine Spiralgalaxie vom Hubble-Typ S im Sternbild Coma Berenices am Nordsternhimmel.
Das Objekt wurde am 7. Mai 1904 vom US-amerikanischen Astronomen Royal Harwood Frost entdeckt.